# Козлы (Ельский район)
Козлы (бел. Казлы) — деревня в Засинцевском сельсовете Ельского района Гомельской области Беларуси.
Кругом лес.

## География

### Расположение
В 52 км на юго-восток от Ельска, 34 км от железнодорожной станции Словечно (на линии Калинковичи — Овруч), в 227 км от Гомеля.

## Транспортная сеть
Транспортные связи по просёлочной, затем автомобильной дороге Засинцы — Ельск. Планировка состоит из 2 улиц, соединяющиеся юге и затем расходятся: одна — в северо-восточном, вторая — в северо-западном направлениях. Застройка деревянная, усадебного типа.

## История
По письменным источникам известна с XIX века как хутор в Скороднянской волости Мозырского уезда Минской губернии. В 1879 году упоминается как селение Скороднянского церковного прихода.
В 1930 году организован колхоз «Красный пахарь», работала кузница. Во время Великой Отечественной войны 8 июня 1943 года каратели убили 23 жителей, а в октябре 1943 года — 31 жителя. 19 жителей погибли на фронте. В 1959 году в составе колхоза «1 Мая» (центр — деревня Подгалье), клуб.

## Население

### Численность
- 2004 год — 29 хозяйств, 51 житель.

### Динамика
- 1897 год — 11 дворов, 104 жителя (согласно переписи).
- 1908 год — 14 дворов, 135 жителей.
- 1917 год — 168 жителей.
- 1924 год — 23 двора, 175 жителей.
- 1940 год — 40 дворов.
- 1959 год — 213 жителей (согласно переписи).
- 2004 год — 29 хозяйств, 51 житель.